# Seuneubok Paya (Peudada)
Seuneubok Paya is een bestuurslaag in het regentschap Bireuen van de provincie Atjeh, Indonesië. Seuneubok Paya telt 441 inwoners (volkstelling 2010).